# Хоєво
Хоєво (пол. Chojewo) — село в Польщі, у гміні Бранськ Більського повіту Підляського воєводства.
Населення — 296 осіб (2011).

## Історія
У середині XVI століття належало до Бранського староства, населення у селі було майже повністю українськомовним. У 1975—1998 роках село належало до Білостоцького воєводства.

## Демографія
Демографічна структура станом на 31 березня 2011 року:
|          | Загалом | Допрацездатний вік | Працездатний вік | Постпрацездатний вік |
| -------- | ------- | ------------------ | ---------------- | -------------------- |
| Чоловіки | 143     | 28                 | 85               | 30                   |
| Жінки    | 153     | 37                 | 63               | 53                   |
| Разом    | 296     | 65                 | 148              | 83                   |